# Eparchia nerczyńska
Eparchia nerczyńska – jedna z eparchii Rosyjskiego Kościoła Prawosławnego, z siedzibą w Nerczyńsku. Należy do metropolii zabajkalskiej.
Utworzona 25 grudnia 2014 postanowieniem Świętego Synodu Rosyjskiego Kościoła Prawosławnego, poprzez wydzielenie z eparchii czyckiej i krasnokamieńskiej. Obejmuje część terytorium Kraju Zabajkalskiego, w tym Agiński Okręg Buriacki.

## Biskupi nerczyńscy
- Dymitr (Jelisiejew), 2014–2016[1][2]
- Aksjusz (Łobow), 2017[3]–2019[4]
- Makary (Muminow), od 2024[5]

## Dekanaty
Eparchia dzieli się na 3 dekanaty: agiński, krasnokamieński i nerczyński.